# 费利克斯·乌弗埃-博瓦尼大学
费利克斯·乌弗埃-博瓦尼大学（法語：Université Félix Houphouët-Boigny，略称UFHB），通称博瓦尼大学、阿比让科科迪大学，是位于非洲国家科特迪瓦行政首都阿比让的一所公立大学。得名于该国首任总统费利克斯·乌弗埃-博瓦尼。

## 校史沿革
学校肇始于1959年由巴黎大学资助创立的法学、科学与人文科学高等教育中心（法語：Centre d’enseignement supérieur d’Abidjan），科特迪瓦脱离法国独立后，学校于1964年成为科特迪瓦国立大学下属的阿比让大学，为该国最早建立的大学；1996年，科特迪瓦国立大学解体，学校析出为阿比让科科迪大学。2012年，学校更名为费利克斯·乌弗埃-博瓦尼大学，以纪念科特迪瓦首任总统费利克斯·乌弗埃-博瓦尼。2015年，科特迪瓦首个孔子学院在该校成立，由中华人民共和国天津理工大学与该校共同创办。